# França nos Jogos Olímpicos de Inverno de 2014
A França participou dos Jogos Olímpicos de Inverno de 2014, realizados na cidade de Sóchi, na Rússia. Foi a décima oitava aparição do país em Olimpíadas de Inverno.

## Medalhas
| Atleta                                                                      | Esporte             | Evento                           | Medalha |
| --------------------------------------------------------------------------- | ------------------- | -------------------------------- | ------- |
| Martin Fourcade                                                             | Biatlo              | Perseguição masculino            | Ouro    |
| Martin Fourcade                                                             | Biatlo              | Individual masculino             | Ouro    |
| Pierre Vaultier                                                             | Snowboard           | Snowboard cross masculino        | Ouro    |
| Jean-Frédéric Chapuis                                                       | Esqui estilo livre  | Ski cross masculino              | Ouro    |
| Martin Fourcade                                                             | Biatlo              | Largada coletiva masculina       | Prata   |
| Steve Missillier                                                            | Esqui alpino        | Slalom gigante masculino         | Prata   |
| Arnaud Bovolenta                                                            | Esqui estilo livre  | Ski cross masculino              | Prata   |
| Marie Martinod                                                              | Esqui estilo livre  | Halfpipe feminino                | Prata   |
| Jean-Guillaume Béatrix                                                      | Biatlo              | Perseguição masculino            | Bronze  |
| Coline Mattel                                                               | Salto de esqui      | Pista normal individual feminino | Bronze  |
| Chloé Trespeuch                                                             | Snowboard           | Snowboard cross feminino         | Bronze  |
| Robin Duvillard Jean-Marc Gaillard Maurice Manificat Ivan Perrillat Boiteux | Esqui cross-country | Revezamento 4x10 km masculino    | Bronze  |
| Kevin Rolland                                                               | Esqui estilo livre  | Halfpipe masculino               | Bronze  |
| Alexis Pinturault                                                           | Esqui alpino        | Slalom gigante masculino         | Bronze  |
| Jonathan Midol                                                              | Esqui estilo livre  | Ski cross masculino              | Bronze  |

Legenda
| Recorde mundial      | Recorde mundial (World record)               |                       | Recorde africano                      | Recorde africano (African) |                                           | Q | Classificado por posição (Qualified) |
| Recorde olímpico     | Recorde olímpico (Olympic record)            | Recorde da América    | Recorde da América (Americas)         | q                          | Classificado por melhor tempo (Qualified) |   |                                      |
| Melhor marca do ano  | Melhor marca do ano (World leading)          | Recorde asiático      | Recorde asiático (Asian)              | DNS                        | Não largou (Did not start)                |   |                                      |
| Recorde nacional     | Recorde nacional (National record)           | Recorde europeu       | Recorde europeu (European)            | DNF                        | Não terminou (Did not finish)             |   |                                      |
| Recorde pessoal      | Recorde pessoal do atleta (Personal best)    | Recorde da Oceania    | Recorde da Oceania (Oceania)          | DSQ / DQ                   | Desclassificado (Disqualified)            |   |                                      |
| Recorde da temporada | Recorde da temporada do atleta (Season best) | Recorde sul-americano | Recorde sul-americano (South America) | NM                         | Sem marca (No mark)                       |   |                                      |